# Теория абелевых групп

Абелевы группы

Теория абелевых групп — раздел общей алгебры, изучающий коммутативные (абелевы) группы.
Хотя теорию абелевых групп можно рассматривать часть общей теории групп, однако уже на ранних этапах её развития (в 1940-е — 1950-е годы) стало ясно, что аппарат и методология теории абелевых групп в корне отличается от общих средств теории групп, что и привело к выделению теории в самостоятельную ветвь алгебры. Самостоятельность теории абелевых групп в рамках общей алгебры сохраняется и по состоянию на начало XXI века, хотя многие алгебраисты относят её как числу разделов общей теории модулей.

## История
Коммутативные группы абелевыми впервые назвал Жордан в честь норвежского математика Нильса Хенрика Абеля, поскольку Абель доказал, что корни многочлена выражаются в радикалах в случае, когда группа многочлена является коммутативной.
Систематическое изучение абелевых групп началось только в XX веке. Первые работы по абелевым группам относятся к 1917—1925 годам и принадлежат Леви (нем. Friedrich Wilhelm Levi) и Прюферу. К начальному этапу изучения абелевых групп также относятся труды Ульма (англ. Helmut Ulm), Бэра (нем. Reinhold Baer), Понтрягина, Куроша и Мальцева.
В 1940-е годы интерес к абелевым группам был менее высок, чем в предыдущие и последующие годы. Однако именно в этот период произошло выделение теории абелевых групп в самостоятельное направление общей алгебры, во многом это произошло благодаря работам Куликова.
Изучение абелевых групп в 1950-е — 1970-е годы шло, в основном, под эгидой периодических и примарных групп и под существенным влияние бурно развивавшихся гомологической алгебры и категорного подхода. В конце этого периода выпущен ряд монографий, целиком посвященных абелевым группам, среди них — книги Капланского и Фукса (венг. Fuchs László), притом последняя переведена на несколько языков, выдержала четыре переиздания (последнее — в 2015 году) и считается настольной книгой специалиста по теории абелевых групп.
Во второй половине 1970-х годов интерес к примарным абелевым группам постепенно снизился, зато резко вырос интерес к абелевым группам без кручения. Во многом это объясняется существованием так называемых «аномальных» прямых разложений групп без кручения, впервые открытых Бьярни Йоунссоном (исл. Bjarni Jónsson).

## Охват
Теория отнесена в Математической предметной классификации ко второму уровню с кодом 20K в составе ветви теории групп. В ряде справочных изданий раздел относится к теории модулей, поскольку абелева группа является модулем над кольцом целых чисел, что означает справедливость для неё результатов общей теории модулей.
Основные классы объектов, изучаемые в теории:
- периодические абелевы группы,
- примарные абелевы группы,
- свободные абелевы группы,
- конечно порождённые абелевы группы,
- делимые абелевы группы,
- абелевы группы без кручения,
- смешанные абелевы группы,
- факторно делимые группы,
- группы Мёрли.